# Hauptwache (Bamberg)

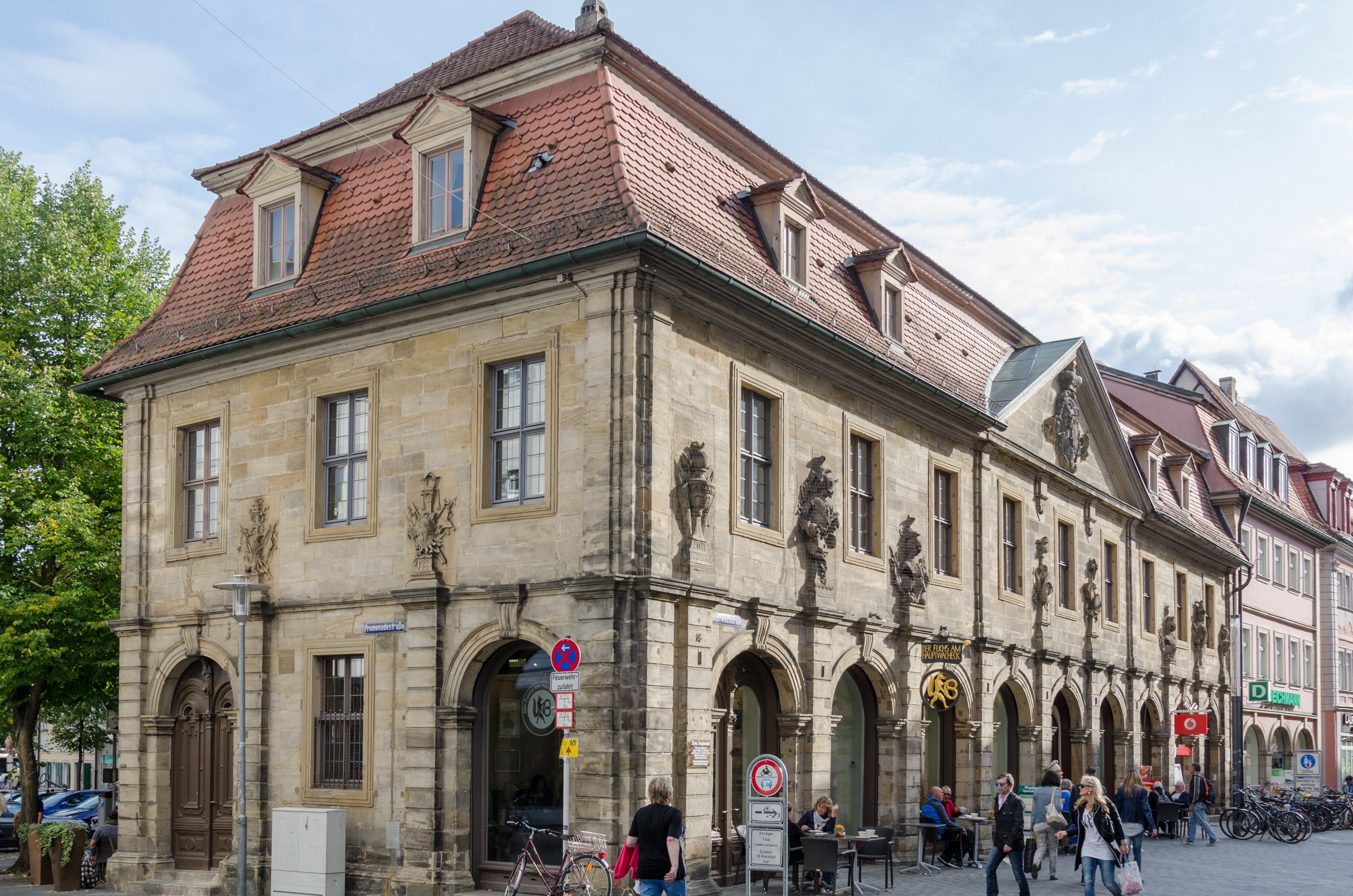
Ansicht der Hauptwache von der Hauptwachstraße aus

Die ehemalige Hauptwache an der Hauptwachstraße 16 in Bamberg ist als Baudenkmal in die Bayerische Denkmalliste eingetragen.

## Geschichte
In den Jahren 1772 bis 1774 wurde es im Auftrag von Fürstbischof Adam Friedrich von Seinsheim für das Militär erbaut. Der Bau wurde von Johann Joseph Vogel nach Plänen von Architekt Johann Georg von Roppelt ausgeführt. Die militärischen Trophäen- und Wappenreliefs schuf der Bildhauer Johann Bernhard Kamm (1736–1816).

## Beschreibung
Das  zweigeschossige Gebäude ist im Barockstil aus Sandstein errichtet und trägt ein Mansarddach.
Im Erdgeschoss sind jetzt Geschäftsräume, im Obergeschoss Wohnräume untergebracht.